# Арабы, играющие в шахматы
Арабы, играющие в шахматы (фр. Arabes jouant aux échecs) — картина французского художника Эжена Делакруа, создана в 1847—1848 годах.

## История создания и судьба картины
Согласно Дневнику Делакруа, он работал над этой картиной в июле 1847 года во время пребывания в своем доме в местечке Champrosay, недалеко от Парижа. К этому времени он был признанным и заслуженным мастером, в 1846 году стал кавалером Ордена Почётного легиона, завершал роспись библиотеки Палаты депутатов по официальному правительственному заказу. Сохранился подготовительный рисунок фигуры женщины с сосудом на плече к картине, выполненный на бумаге пером и коричневыми чернилами с размытием. Владельцем рисунка был Филипп Бурти (художественный критик, широко известный в 1850—1870-е годы). Большой почитатель Делакруа, он опубликовал переписку художника в 1878 году. Современные искусствоведы датируют картину более широким временным интервалом — 1847—1848 годами. Она была продана в 1848 году через агентство Лефевра Вейля (фр. Weill, Lefebvre) за 200 франков.
Делакруа посетил Северную Африку в 1832 году, но поездка имела большое и длительное влияние на его работу. С расстояния пятнадцати лет Делакруа чувствовал, что он был более способен отразить поэтический аспект экзотических предметов, а не отвлекаться на желание достичь абсолютной точности, которую он считал в конечном счете далёкой от истины.
Через год после создания картины она была воспроизведена в виде гравюры, но с некоторыми изменениями. Место действия было перенесено в Иерусалим, а женщина, несущая кувшин, была описана как Ревекка, возвращающаяся от колодца.
Размер картины: 55 на 46 сантиметров (или 55,5 x 46, 56 × 46,6 — по другим данным), а с оригинальной рамой — 80,30 x 71,40 x 10,20 сантиметров. Техника — холст, масло. В настоящее время картина находится в Шотландской национальной галерее, Эдинбург, Inv. Nr. NG 2190.

## Художественные особенности
Картина изображает двух арабов, сидящих на земле за шахматной партией, за их игрой наблюдает женщина, держащая на плече сосуд.
Некоторые картины Делакруа (в их числе и «Арабы, играющие в шахматы») вызывают ассоциации с классическими «пасторалями» и напоминают о жанровых сценах Мурильо, Рубенса, Адриана ван Остаде, Давида Тенирса Младшего. Однако, Делакруа соединяет своих персонажей не через движения и жесты, а через композицию картины. Главный герой при этом отсутствует, передача среды и пространства оказывается приоритетнее, чем иллюстративное изображение конкретного события.
По общему композиционному построению работа Делакруа сопоставляется искусствоведами с картиной Никола Пуссена «Et in Arcadia Ego» (Лувр, Париж). Оживлённо взаимодействующие персонажи противопоставляются женщине, наблюдающей за ними.
В изображении непривычных для европейского взгляда поз арабов искусствоведы видят влияние персидской и индийской миниатюры, которую Делакруа копировал в Национальной библиотеке Франции. Художник сознательно допускает отдельные анатомические «ошибки»: неправильная посадка головы, удлинённые, бескостные руки, неточное согласование частей тела. Фигуры из «Арабов, играющих в шахматы» напоминают древнеегипетские статуэтки, рельефы и росписи. Находясь под впечатлением недавних археологических и научных открытий на Ближнем Востоке, Делакруа подчеркивает преемственность живописи XIX века с культурой древних восточных цивилизаций наряду с античностью.
Искусствоведы отмечают также композиционное сходство картины с работами Рафаэля, которое заключается во включении зрителя в круг изображаемых персонажей. Делакруа превращает в своеобразного наблюдателя отдельно стоящую женщину, предлагая своим зрителям ощутить себя на его месте, воспринять жизнь Востока как нечто близкое.

## Факты
- Картина запечатлена на почтовой марке Никарагуа, выпущенной 8 января 1976 года в серии «История шахмат» (каталог Скотта № 1005, А105)[11].